# オーステンデ＝ブルッヘ国際空港
オーステンデ＝ブルッヘ国際空港（オーステンデ＝ブルッヘこくさいくうこう、オランダ語: Internationale Luchthaven Oostende-Brugge, フランス語: Aéroport International d'Ostende-Bruges）は、ベルギー王国ウェスト＝フランデレン州オーステンデの南西5キロメートルの位置にある国際空港。州都ブルッヘからは25キロメートル離れている。空港名の表記はほかに、
- オステンド・ブルージュ国際空港[2]
- オーステンデ国際空港[3]

などがある。
貨物輸送が大半を占めるが、旅客輸送も増加しており、観光シーズンには多くのチャーター機や季節運行便が設定される。一方で、ビジネスジェットの運行も頻繁に行われている。

## 沿革
第二次世界大戦中、ドイツ空軍がこの地に飛行場を建設した。戦時中は数多くの軍用機がこの飛行場から飛び立ち、バトル・オブ・ブリテンに参加した。戦争が終結した後は国際空港へと転用され、現在に至る。
1992年、フランデレン地域にある地方空港の所有権がベルギー政府から地域政府に移管され、名称が現名称に変更された。
2014年からは空港の運営権を25年間取得した民間企業のイージス・グループが運営している。
2015年以降はTUIフライ・ベルギーが定期旅客便を運行している。

## 就航航空会社

### 旅客便
2016年現在
| 航空会社            | 就航地 |
| ------------------- | --- |
| TUIフライ・ベルギー | エルチェ、カナリア諸島、マラガ、テネリフェ島 季節運航：アンタルヤ、ハニア、エスキシェヒル、イラクリオン、イビサ島、コス島、ムルシア州、マヨルカ島、ロドス島 |

### 貨物便
| 航空会社           | 就航地                                                                                      |
| ------------------ | ------------------------------------------------------------------------------------------- |
| エジプト航空カーゴ | カイロ                                                                                      |
| カタール航空カーゴ | シカゴ-オヘア、ドーハ、ロサンゼルス、リヨン、メキシコシティ、ニューヨーク-JFK、ピッツバーグ |

## アクセス
自家用車では国道N318号線またはN341号線でアクセスできる。またオーステンデ駅など市街地中心部からリムジンバスが運行されている。

## 事件・事故
- 1937年11月16日、サベナ・ベルギー航空のユンカースJu52/3mが悪天候により墜落し、乗客・乗員11名全員が死亡した。（1937年サベナ・ユンカースJu52墜落事故（英語版））
- 1992年7月21日、修理中のレジェンド航空ダグラス DC-3C（機体コード:LX-DKT）がボーイング707（機体コード:Z-WKV）と接触し、破損した[6]。その残骸は、2008年6月時点では未だに撤去されず残っていた[7]
- 1997年7月26日、空港で開催された航空ショーにて、ヨルダン空軍のアクロバティックチーム「ファルコンズ」のオマール・ハニ・ビラルが操縦するエクストラ EA-300がコントロール不能になり墜落した。当該機は滑走路の端、赤十字社のテントと観客席の近くに墜落、炎上し、地上でも8名が死亡、40名が負傷した[8]。
- 1998年11月14日、IATカーゴが運用するボーイング707貨物機が離陸の数分後に墜落した。ただし、貨物機であったため死者は出なかった[9]。
- 2001年4月18日、イリューシンIL-76が離陸の際にオーバーランし、滑走路奥の芝生で停止した。当該機はそのまま空港に留置され、2年後に解体された。